# Église Notre-Dame-du-Calvaire de Châtillon
L'église Notre-Dame-du-Calvaire est l'une des deux églises de la commune de  Châtillon (Hauts-de-Seine). Elle est située boulevard de Vanves.
Cette église, à l'exclusion de son sol, fait l’objet d’une inscription au titre des monuments historiques depuis le 24 juin 2004.

## Histoire

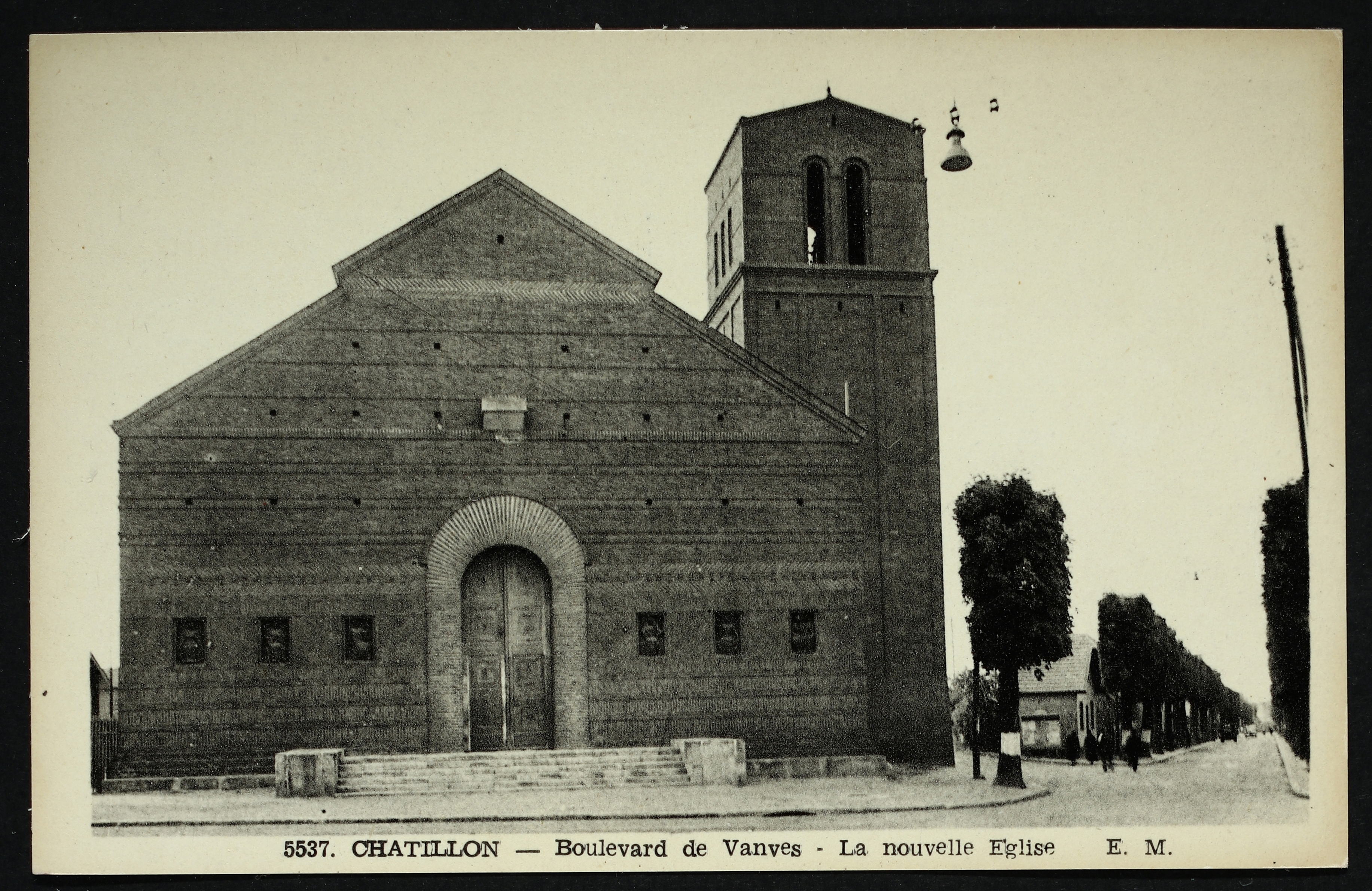
Carte postale - Châtillon - Boulevard de Vanves - La nouvelle église.

L'église Notre-Dame-du-Calvaire a été construite de 1932 à 1934 par l'Œuvre des Chantiers du Cardinal, association fondée en 1931 par le cardinal Verdier pour promouvoir la construction et l'entretien des églises catholiques de Paris et de la région parisienne.
Les architectes en sont Joseph Flandrin (mort en 1934), puis Yves-Marie Froidevaux. Sa décoration s’échelonne de 1935 à 1962. Jean-Pierre Laurens, qui se voit confier cette œuvre par le cardinal Verdier, ne pourra en réaliser que les esquisses, la mort interrompant son travail en 1932. C'est sous la direction de son épouse Yvonne Diéterle Laurens, que  ses élèves Georges Cheyssial, Gabriel Genieis, Pierre Guyenot, Jean-Henri Couturat... exécutent l’important ensemble de fresques qui fait la richesse de cette église. Les quelques sculptures sont dues à Marius Petit, Paul Flandrin, Madeleine Froidevaux et Paul-François Niclausse.

## Extérieur
Bâtie en briques rouges de Bagneux (qui lui valent l’appellation d’« église rouge » par le voisinage), elle est de style néo-byzantin à file de trois coupoles, avec bas-côtés et chapelle latérale à droite, terminée par un clocher massif comportant une seule cloche. Sur la façade, à la beauté épurée, six bas-reliefs en bronze représentant les vertus théologales et cardinales. Au-dessus de la porte une piéta en pierre : Notre Dame des Douleurs recueillant son fils.

## Intérieur

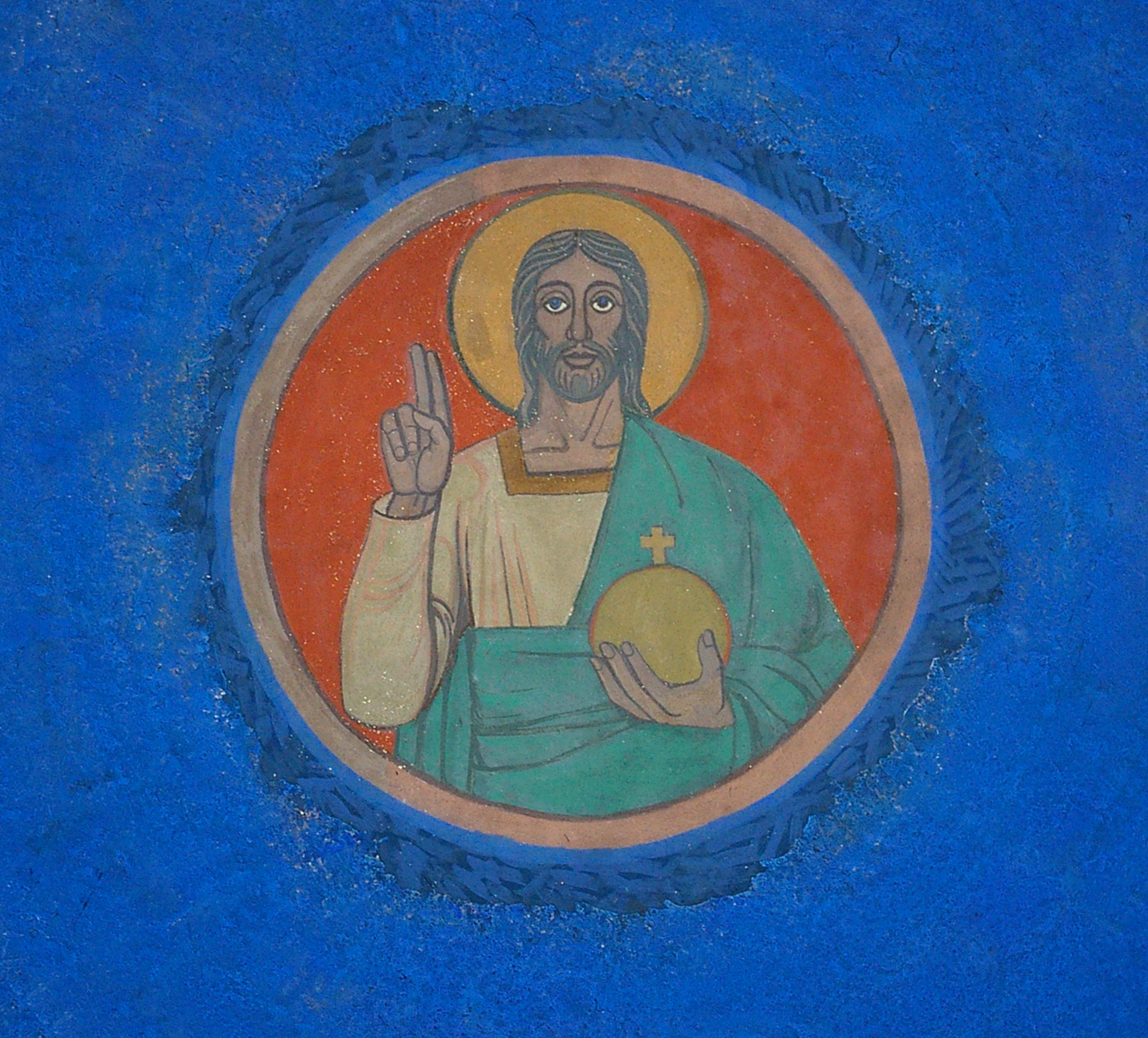
Jésus au centre de la "coupole de Jesus"

En entrant, trois archanges, Saint Michel (23), Saint Raphaël (24), Saint Gabriel (25)  introduisent dans l’église, lieu de la prière et de la rencontre avec Dieu.
Puis apparaissent, les fonts baptismaux où est donné le baptême qui fait entrer dans la communauté chrétienne : l’Église, corps du Christ. La nef constitue le lieu principal de rassemblement des fidèles pour la célébration eucharistique, comme acteurs associés au sacrifice du Christ. Elle se termine par le chœur, un peu surélevé avec l’autel de célébration et dans le fond celui du tabernacle où est conservé le pain consacré. C’est sur l’autel que le prêtre accomplit au cours de la messe les gestes du Christ Jésus lors de son dernier repas avec ses disciples : le pain et le vin consacrés devenant Corps et Sang du Christ, signe de son don total par amour des hommes, sa présence vivante au milieu de nous.

### Les fresques
Les trois coupoles sont successivement consacrées au Père, au Fils et au Saint-Esprit.

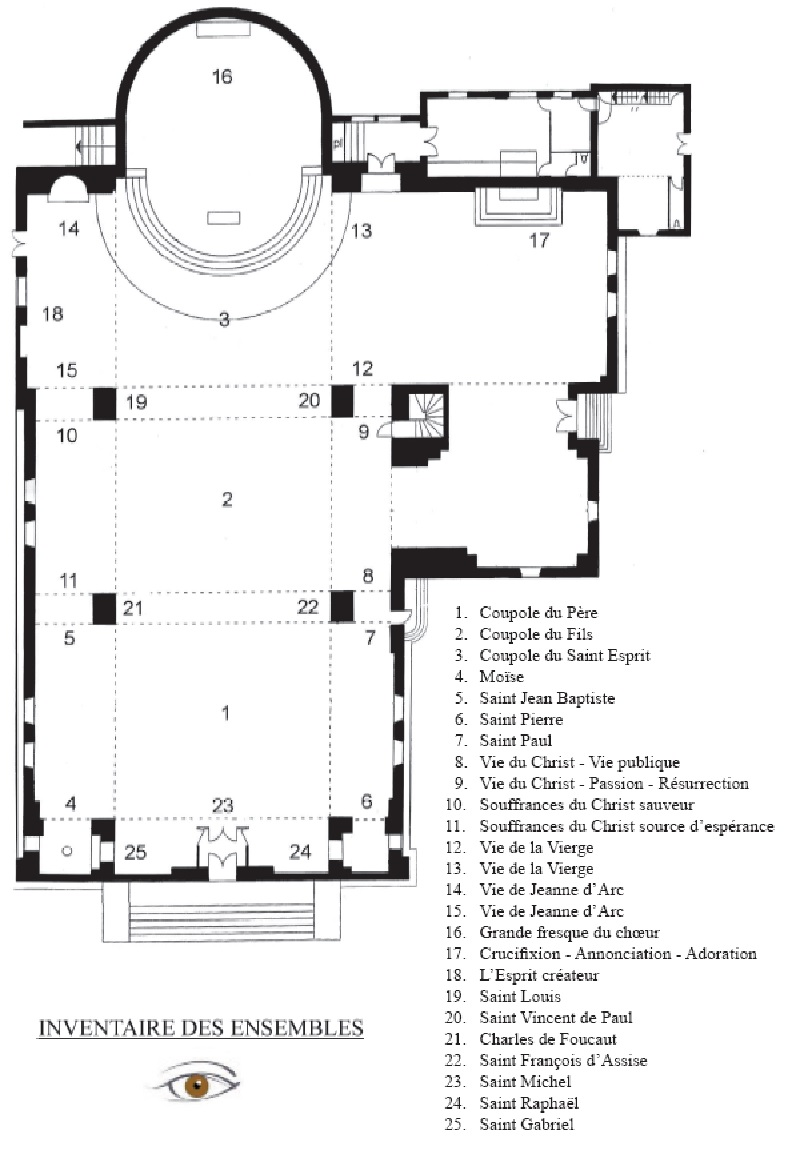
Plan de l'église et emplacements.

La première en entrant, (1) celle du Père : créateur de l’homme (médaillons selon Genèse 2-3, premier récit de la création). Le Père se fait connaître par son Fils fait homme, porté par Marie associée à la nouvelle création (au centre). Aux angles, quatre des grands prophètes d’Israël.
Les arcades latérales représentent, à gauche, l’Ancien Testament : depuis Moïse (4), jusqu’à Saint Jean-Baptiste (5). En face, à droite, l’Église avec ses deux piliers : Saint Pierre (6) et Saint Paul (7).
La seconde travée est toute consacrée au Christ Jésus.
La coupole, (2) avec au centre le Fils bénissant entouré d’une couronne de petites scènes illustrant le cantique des trois enfants dans la fournaise (livre de Daniel, chapitre 3). Les anges musiciens des angles s’associent à cette glorification du Christ par toute la création visible et invisible.
Les arcades complètent cette contemplation. À droite, le Christ dans les évangiles : sa vie publique (8), sa passion et sa résurrection (9). En face, voûte de gauche, fresques très originales, très travaillées : le Christ dans la vie spirituelle du chrétien. Les deux images du bas de l’arcade se font face et se répondent : le Christ entre librement dans sa passion, épousant la souffrance (10) pour que le fidèle puisse épouser l’Espérance (11). Ces deux aspects, chers au grand poète Charles Péguy, sont du reste rappelés par les bas-reliefs de l'autel central, la couronne d'épines et la couronne de gloire.
Les autres scènes évoquent la marche des chrétiens vers le Christ, le combat spirituel contre les vices et les tentations, l’offrande du Christ par lui-même à Gethsémani et dans la liturgie (par le peuple saint qui le présente au Père), la convocation et le jugement dernier. Elles sont encadrées de deux séries de 16 petits tableaux représentant les vertus entremêlées aux vices qui leur correspondent.
La troisième travée est celle de l’Esprit-Saint, (3) symbolisé au centre de la coupole par une colombe sur le livre des écritures saintes. Les sept médaillons représentent les sept dons du Saint-Esprit (cf. livre d’Isaïe, ch. 11). Dans les pavillons, les 4 évangélistes rédigent sous l’inspiration de l’Esprit de Dieu.
Sur le mur de gauche, la scène de la Pentecôte (18) rappelle ce moment où l’Esprit-Saint descend sur les apôtres réunis autour de la Vierge Marie (Actes des apôtres, ch. 2) : nouvelle création à laquelle assistent les œuvres de la première création (cf. Genèse 1), les eaux, les plantes de la terre, et ces brebis qui évoquent la multitude des disciples.
Le dynamisme de l’Esprit se déploie ensuite dans la vie des saints. Sainte Jeanne d’Arc est particulièrement mise en valeur par l’arcade qui lui est consacrée (14-15). Ce choix tient à l’amitié entre Jean-Pierre Laurens et Charles Péguy, dont les méditations ont aussi influencé les scènes de l’arcade précédente (le Christ épousant la Souffrance, le fidèle l’Espérance). Une statue de la sainte, du sculpteur Petit, et la représentation de Jeanne sur sa monture, complètent l’ensemble. À gauche de la statue, une tape de bouche, cadeau du navire Jeanne-d’Arc désarmé en 2010, représente la sainte entourée de ses compagnons entrant dans Orléans.
De l’autre côté, l’arcade est consacrée à la vie de la Vierge (12-13).

### La chapelle de la Vierge
À l’écart du vaisseau de la nef, elle attire par sa sobriété, style propre au grand artiste qu' était Jean-Pierre Laurens soucieux de la perfection et de l'essentiel et le recueillement qui s’en dégage. Au centre, un immense silence entoure le crucifix où la Vierge s’associe à l’offrande de son Fils pour le salut de tous : Notre-Dame du Calvaire. Gabriel Genieis, élève de Jean-Pierre Laurens, a reproduit ici dans le style du maitre, trois œuvres datant des années 1929, la scène de l'Annonciation ayant fait l'objet d'un tableau faisant partie des collections du musée de Chartres.
À ce silence fait écho celui de l’ange qui recueille le ‘Oui’ de Marie à l’Annonciation et celui de l’adoration des bergers reconnaissant dans ce petit enfant qui leur est présenté le sauveur annoncé.

### Le chœur

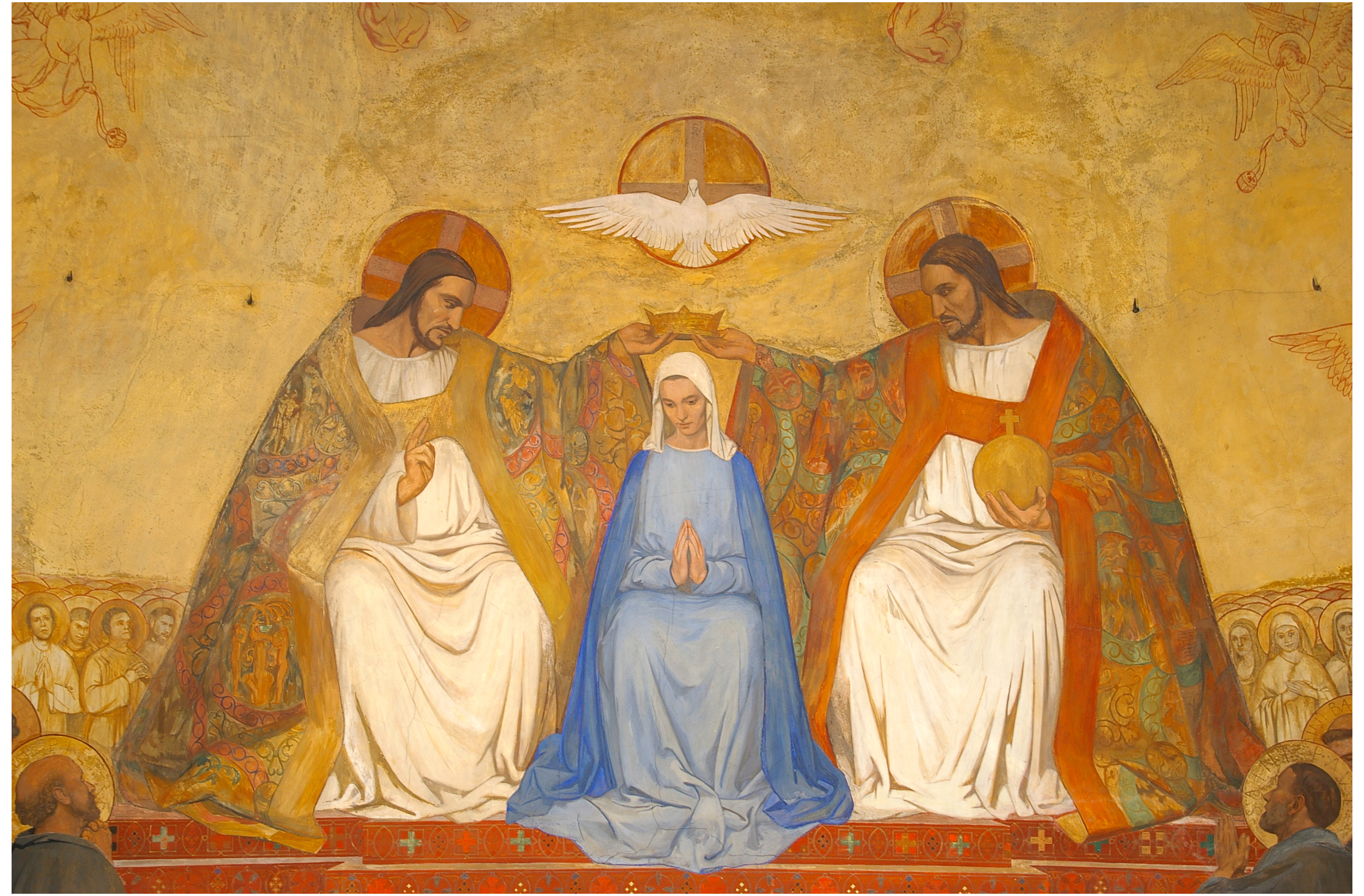
Couronnement de la Vierge. Elle est entourée par la Trinité Sainte : le Père et le Fils, semblables l’un à l’autre car « qui me voit (le Fils, représentable) voit le Père ».

Une grande fresque du couronnement de la Vierge remplit l’abside. Au centre, assise sur un trône, Marie, symbole de l’Église, reçoit la couronne, signe de son entrée dans la gloire divine. Elle est entourée par la Trinité Sainte : le Père et le Fils, semblables l’un à l’autre car « celui qui me voit voit celui qui m'a envoyé " nous dit Jésus ( Jean 12-46) . Celui-ci, assis à la droite du Père, est donc situé à gauche. De petites scènes placées sur son manteau (chape liturgique), en particulier une crucifixion, confirment cette identification. Au-dessus, la Colombe, symbole de l’Esprit, lien d’amour du Père au Fils. Cette représentation s’inspire du tableau célèbre couronnement de la Vierge d’Enguerrand Quarton conservé à la Chartreuse de Villeneuve-lès-Avignon.
À leurs pieds les douze apôtres en grands manteaux de pèlerins de l’Evangile. De part et d’autre les grandes figures de saints et saintes sont celles nommées dans la première prière eucharistique (canon romain), tandis qu’en arrière-plan se tient la foule immense des saints anonymes qui ont vécu de l’amour de Dieu et sont entrés dans la Vie avec Lui.
Les quatre grands anges qui encadrent la scène centrale, ainsi que le tournoiement d’anges musiciens dans l’abside, adorent le Dieu Père-Fils-Esprit et rappellent que l’eucharistie, célébrée à cet endroit, est le lieu d’union de la liturgie céleste et de la liturgie terrestre.

### Les piliers

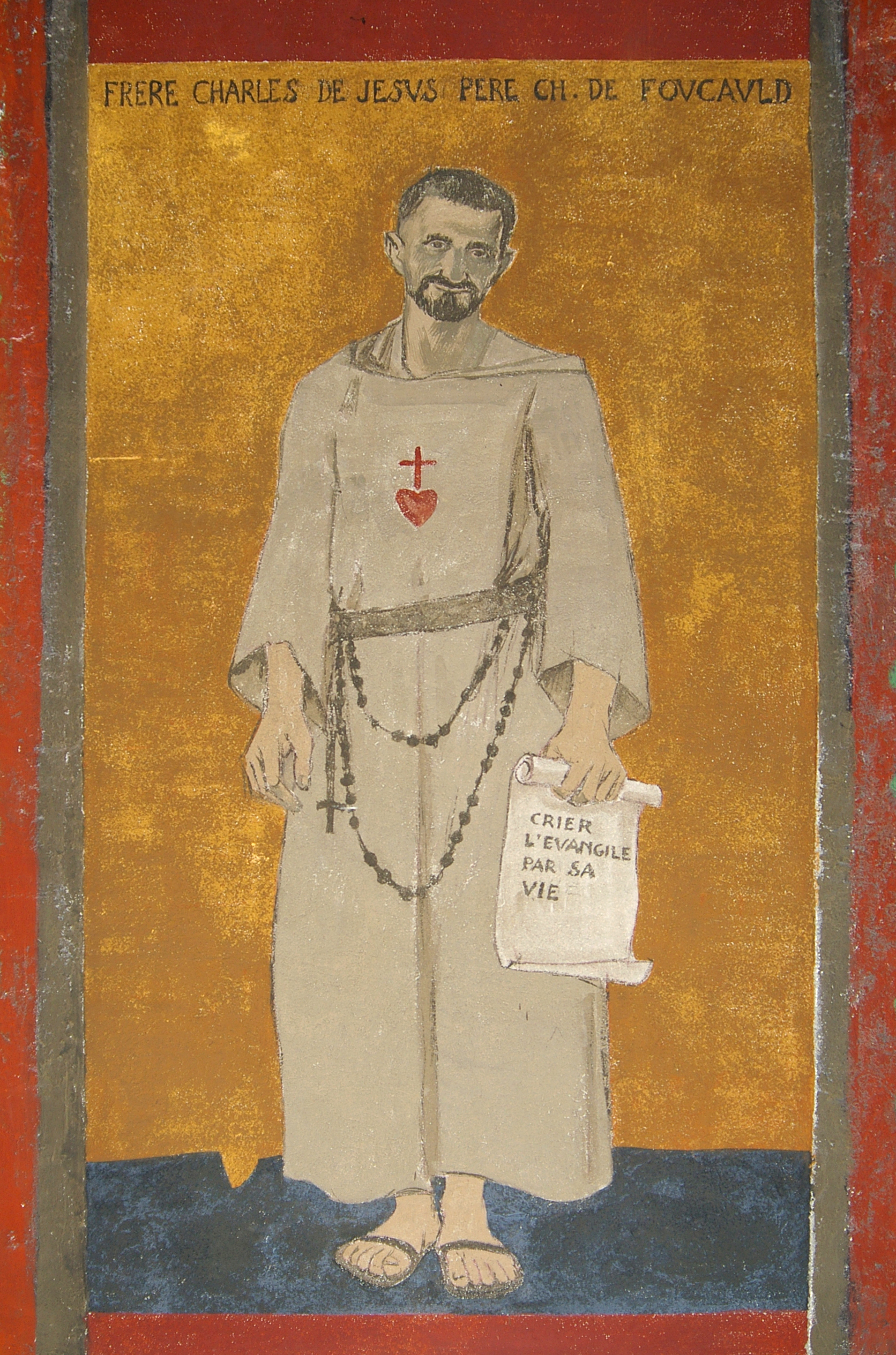
Charles de Foucault sur un des piliers gauche de l'église.

Illustrés de figures de grands saints :  Saint Louis (19), Saint Vincent de Paul (20), Charles de Foucauld  (21), Saint François d’Assise (22). Ceux-ci sont chaque fois surmontés par les religieux des ordres fondés par eux ou nés de leur charisme.

## Pour approfondir